# Matrimonio e morale
Matrimonio e morale è un saggio di Bertrand Russell del 1929. In questo saggio Russell si dimostra a pieno titolo erede della tradizione dell'utilitarismo inglese, da Jeremy Bentham a John Stuart Mill, che aveva inteso trasformare la morale in scienza positiva, finalizzata a garantire, per quanto possibile, il diritto dell'uomo alla felicità.

## Analisi del saggio
Il libro inizia dalla constatazione di come i costumi e le prescrizioni morali in materia di comportamento sessuale e di vita matrimoniale, siano fortemente differenziate tra i popoli della terra e come esse cambino nel corso della storia, assieme al mutamento delle condizioni economico-sociali ed alle conquiste della scienza.
Da tali iniziali considerazioni il filosofo gallese, non arriva affatto a conclusioni che militano in favore del relativismo culturale, teoria secondo la quale i costumi e le convinzioni morali possono essere valutati solo all'interno di ciascuna differente cultura. Al contrario, la constatazione di come gli assilli delle tradizionali società patriarcali in materia di comportamenti sessuali e di pratiche matrimoniali, contrastino con le mutate condizioni economico- sociali e con le scoperte scientifiche (in particolare nel campo del controllo delle nascite), porta Russell a sottoporre ad una critica radicale leggi morali che, non solo appaiono anacronistiche, ma che sono responsabili di perpetuare, in moltissime persone, disagi e sofferenze sociali.
Il principale bersaglio critico di Bertrand Russell, che fu per tutta la vita un implacabile militante a favore del pensiero laico, è la morale imposta in questo campo dalla religione cristiana. Molte argomentazioni sostenute nel libro sono ormai da tempo entrate nel dibattito politico ed alcune hanno anche trovato accoglienza nell'ambito delle leggi di riforma del diritto familiare, pur perdurando forti tensioni tra le tesi più radicali espresse dal filosofo gallese e la morale tradizionale predicata dalle chiese cristiane.